# Sekiguchi-ryū
Sekiguchi-ryū é um estilo de koryu desenvolvido no Japão feudal há 400 anos.

## História
Foi fundado orinalmente como um estilo de jujutsu (técnicas de combate desarmadas) por Sekiguchi Yarokuemon Ujishin. Seu filho mais velho, Sekiguchi Ujinari, foi seu sucessor, e adicionou as técnicas de espada, que constituíram o iaijutsu do estilo.
Durante o período Tokugawa, o sekiguchi-ryū se difundiu por todo o Japão. Posteriormente, o estilo se dividiu:
- Sekiguchi-ryū jujutsu: mantém as técnicas de mãos vazias, mas ainda praticando uma pequena parte das técnicas de espada;

- Sekiguchi-ryū iaijutsu ou battōjutsu: ensina o currículo completo das técnicas armadas da escola.

O sekiguchi-ryū iaijutsu chegou ao século XX através do 14° Soke (grão mestre), Aoki Kikuo (também Soke do estilo niten ichi-ryū).
Atualmente o estilo se encontra representado por discípulos de Aoki Soke, como o Shihan Gosho Motoharu e Yonehara Kameo (15° Soke).
O estilo se encontra razoavelmente bem difundido no Japão e no Ocidente. No Brasil é ensinado pelo Sensei Jorge Kishikawa, que é discípulo do Shihan Gosho Motoharu.

## Caracteríscas e técnicas
O sekiguchi-ryū iaijutsu é um dos estilos mais dinâmicos de iaijutsu. As técnicas são vibrantes, com saltos, forte kiai (grito) e batidas de pé.
Contém técnicas com katana (espada longa), kodachi ou wakizashi (espada curta) e também tanto (punhal).